# Lingotto
Pour les articles homonymes, voir Lingotto (homonymie).

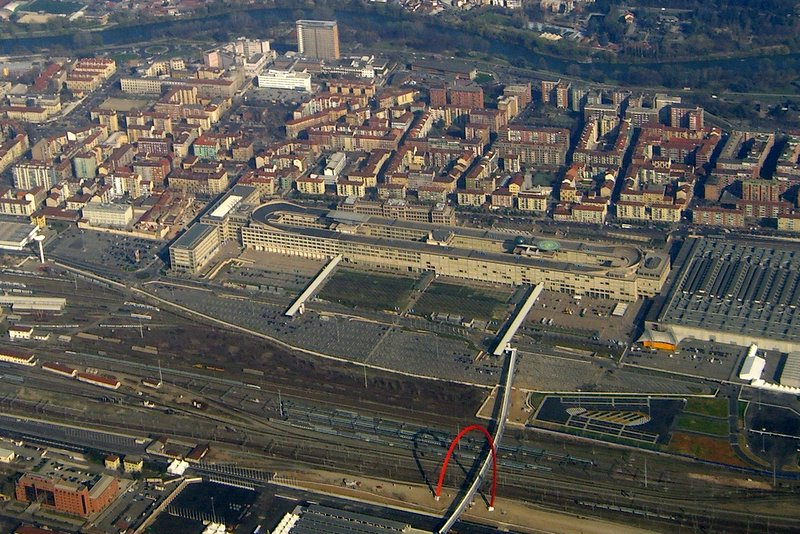
Le Lingotto - vue aérienne

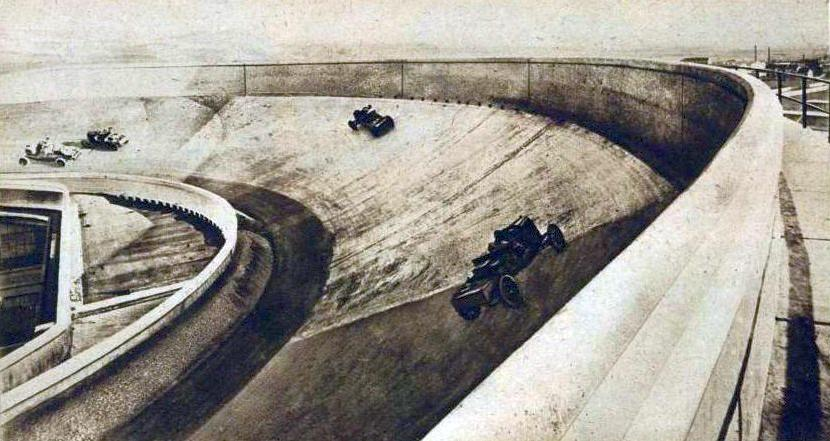
L'autodrome du toit de l'usine en 1928.

Le Lingotto de Turin a été l'un des principaux sites industriels de Fiat et le bâtiment a abrité le siège et les bureaux du constructeur italien jusqu'en 2019, période à laquelle le siège et les bureaux ont été transférés dans les locaux de l'usine Mirafiori, après la vente du bâtiment à la société italienne de service numérique Reply. Aujourd'hui, le bâtiment héberge le siège social de Reply. Reconverti, il est actuellement le centre de congrès multifonctionnel le plus grand d'Europe. Il est situé dans le quartier de Nizza Millefonti, au sud-est de Turin, dans la IXe circonscription.
De nos jours, dans l'esprit des Turinois, quand on fait allusion au Lingotto, on inclut aussi les autres constructions créées à proximité du site industriel de production de voitures comme :
- l'Oval Lingotto, au sud du site, pavillon édifié à l'occasion des Jeux Olympiques d'hiver de Turin 2006 ;
- Eataly, au nord du site, centre commercial gastronomique créé à la suite de la restructuration d'une ancienne usine de la société Carpano.

## Histoire du Lingotto

### L'ère industrielle
L'usine FIAT du Lingotto fut conçue et construite, à partir de 1915, par l'architecte-ingénieur Giacomo Mattè Trucco et son équipe dont Francesco Cartasegna et Vittorio Bonadè Bottino. Les travaux débutèrent en 1916 et l'usine fut inaugurée en grande pompe en 1923 en présence du roi d'Italie. D'autres travaux d'extension complémentaire se poursuivirent jusqu'en 1930. 

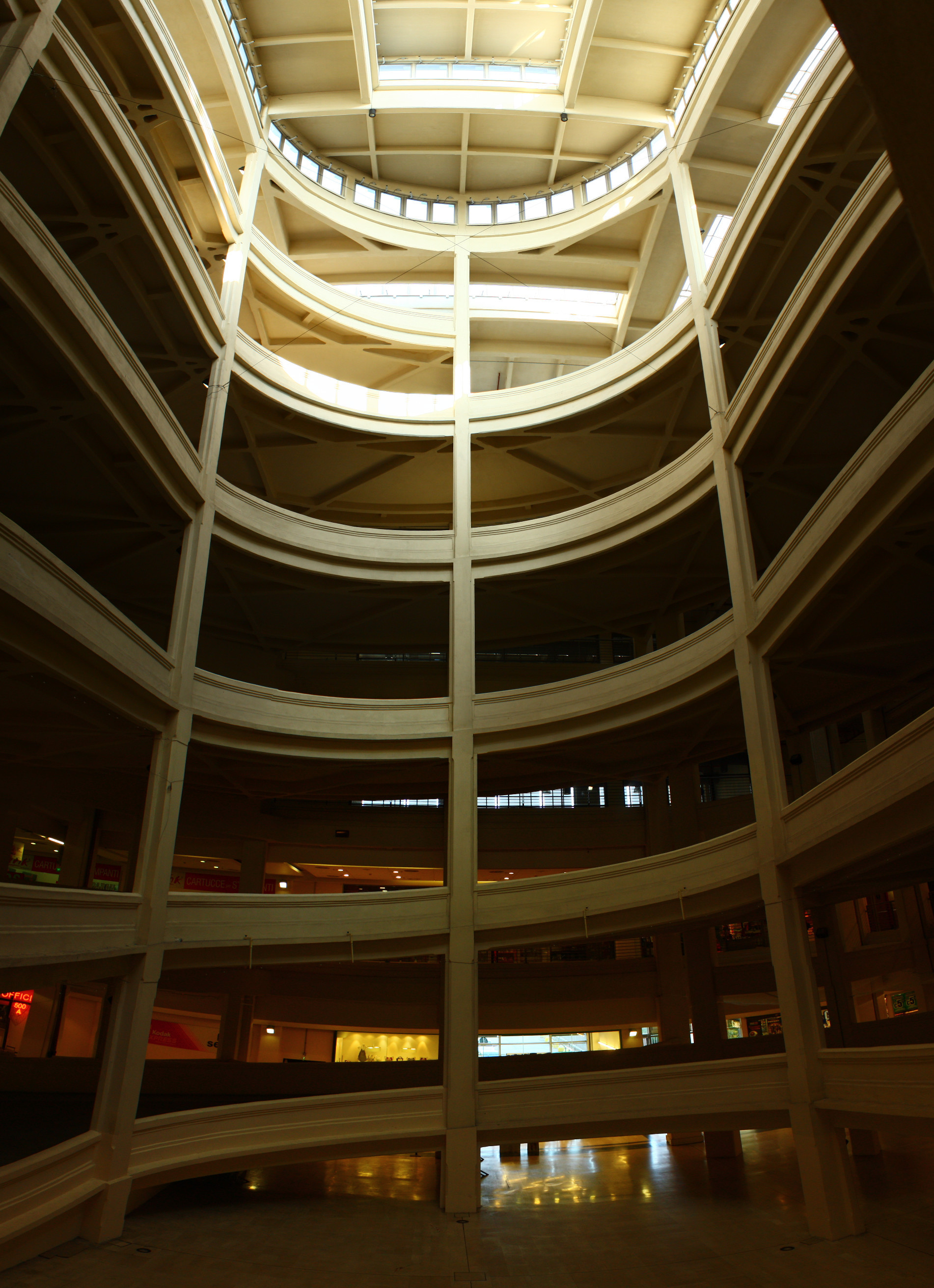
La rampe hélicoïdale intérieure de l'ancienne usine Fiat

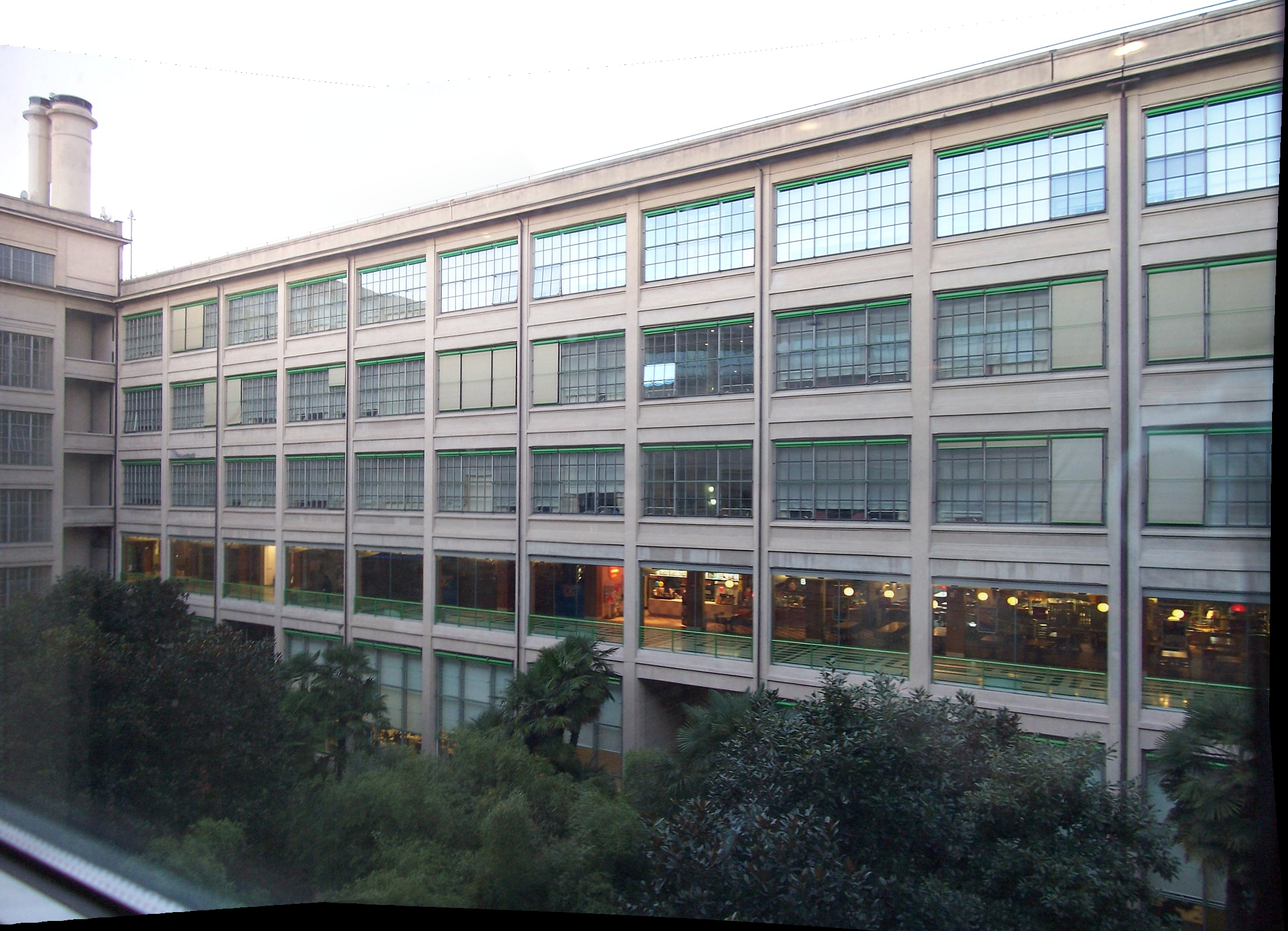
Le Lingotto - détail façade avec au 1er étage le centre commercial

L'usine comprenait deux corps de bâtiments longitudinaux, destinés à la production des automobiles, de plus de  500 m de longueur, réunis par cinq traversées à chaque étage, destinées aux services pour le personnel. À chaque extrémité, Fiat fit ajouter, entre 1923 et 1926, deux rampes hélicoïdales. De cette façon, les voitures pouvaient passer directement du rez-de-chaussée à la piste d'essais sur le toit composée de deux parties rectilignes de 400 m et de deux courbes paraboliques inclinées.
Directement inspirée du taylorisme, qui avait comme objectif principal l'efficacité productive, la structure en béton armé très fine comportait cinq étages.
La façade reprenait les éléments décoratifs typiques du rationalisme italien.
Le bâtiment des bureaux, devant l'usine, réalisé en 1926, était destiné à la direction Fiat de l'époque et abritait également les services administratifs, la cantine du personnel et d'autres services.
De cet imposant site industriel des dizaines de modèles d'automobiles sont sortis des chaînes de fabrication comme les Fiat Torpedo, Fiat 508 Balilla et la Fiat 500 Topolino. La fabrication fut arrêtée dans l'usine en 1982, le dernier modèle fabriqué étant la Lancia Delta.

## La transformation
En 1982, Fiat et la Mairie de Turin créent une société d'Économie Mixte et lancent une consultation internationale pour définir quelle seraient les manières de récupérer ce site avant qu'il ne devienne une friche industrielle. Aucun des 20 projets présentés ne satisfait l'unanimité du jury et aucun vainqueur n'est donc désigné. En 1985, Fiat charge le grand architecte génois Renzo Piano, à qui l'on doit d'innombrables ouvrages un peu partout dans le monde et notamment celui du Centre Pompidou - Beaubourg à Paris, de cette immense œuvre.
Symbole de l'« archéologie » industrielle, l'usine a été recoupée lors d'un laborieux processus de transformation avec diverses utilisations : tertiaire, logements et hôtels, et des activités culturelles. À l'extérieur, la structure a été conservée en l'état, mais à l'intérieur, tout a été modifié pour répondre aux nouvelles contraintes de fonctionnement. Au fil du temps, dans les nombreux volumes du Lingotto, on a créé le centre des expositions en 1992, le centre des congrès et l'auditorium Giovanni Agnelli en 1994, deux hôtels en 1995, un centre de services, de nombreux bureaux de représentation, un centre commercial avec des dizaines de commerces, bars et restaurants en 2002, un héliport. À partir de 1997, le siège des directions du groupe Fiat est revenu dans le bâtiment  indépendant de bureaux. En 2002 la pinacothèque Giovanni e Marella Agnelli a été inaugurée. L'architecte Renzo Piano a déclaré, à cette occasion, avoir voulu recréer au Lingotto « une partie originelle de la ville ».
La piste d'essais des voitures a été réaménagée et sert actuellement à la présentation de nouveaux modèles et est ouverte au public.
La première manifestation organisée dans l'ancienne usine reconditionnée fut le Salon International de l'automobile, en 1992. En très peu de temps, le centre des expositions a acquis une forte renommée ; il accueille la Foire du livre, le Salon du goût, le Salon du vin, le Salon de la Foire d'Art moderne et contemporain - Artissima, ainsi que de très nombreuses autres manifestations nationales et internationales.
À l'intérieur de la zone des hôtels un jardin tropical a été créé ainsi qu'une liaison piétonne surélevée avec le centre des Congrès qui longe une galerie marchande baptisée 8 Gallery, en hommage au 8 otto qui compose le nom Lingotto. Au-dessus de la Tour Sud Renzo Piano a imaginé à la demande de Gianni Agnelli la Bolla, une salle de réunions panoramique pour 25 participants, toute de métal et de verre, avec vue imprenable sur les Alpes piémontaises et sur la piste parabolique du Lingotto.
Dans le bâtiment "Bureaux", placé devant l'immense construction du Lingotto, restauré par les architectes Roberto Gabetti et Aimaro Isola, les bureaux des directions du groupe Fiat ont repris leur place en 1997. Pendant la préparation des Jeux Olympiques de Turin 2006, les bureaux du TOROC (TORino Organising Committee),  le Comité Organisateur des Jeux, ont aussi été hébergés dans cet immeuble.

## Les équipements
À l'intérieur du complexe actuel, on trouve notamment :
- le Centre directionnel Fiat, dans le bâtiment situé à l'avant ;
- au premier étage, le centre commercial 8 Gallery ;
- aux étages supérieurs, les bureaux de nombreuses sociétés ;
- le Centre de la Foire de Turin ;
- l'auditorium Giovanni-Agnelli ;
- la pinacothèque Giovanni-et-Marella-Agnelli ;
- le centre des congrès ;
- l'hôtel Le Meridien-Lingotto ;
- l'hôtel Art+Tech-Lingotto ;
- un complexe de cinéma multi-salles ;
- un restaurant panoramique au dernier étage ;
- le siège détaché de l'École polytechnique de Turin abritant les cours d'ingénierie automobile ;
- la piste historique d'essais de voitures de l'usine, construite sur le toit de l'usine ;
- la Bolla, globe de verre placé sur une structure en porte-à-faux dominant la piste d'essais sur le toit de l'édifice, créé pour accueillir une salle de réunions confidentielles de 25 participants. La structure accueille aussi, à son autre extrémité, un héliport. La structure et les aménagements qu'elle supporte sont l'œuvre de l'architecte Renzo Piano, à qui l'on doit aussi d'autres interventions sur le site du Lingotto lors de sa modernisation.

### Lingotto Fiere
Lingotto Fiere est le Centre de la Foire de Turin. La structure de Lingotto Fiere a une surface utile de 70 000 m2 organisée de manière modulaire, composée de 5 pavillons reliés entre eux, comprenant de nombreuses salles de conférences et un système automatisé de parkings de 5 000 places.
Le Lingotto Fiere accueille plus de vingt grandes manifestations internationales chaque année dont la Foire du livre, le Salon du goût, le Salon du Slow Food, le Salon du vin, Artissima et Torino Comics, avec des centaines de milliers de visiteurs à chacun de ces salons.

### La pinacothèque Giovanni-et-Marella-Agnelli
Située au dernier étage du bâtiment principal du Lingotto, la pinacothèque Giovanni-et-Marella Agnelli a été inaugurée en 2002. Elle renferme une large sélection d'œuvres d'art issue de leur collection privée. Gianni Agnelli était un très grand amateur d'art, reconnu dans le monde entier.
Le scrigno - nom du temple de la pinacothèque, est l'œuvre de l'architecte Renzo Piano pour abriter une sorte de trésor artistique : le concept architectural représente une soucoupe volante en verre qui reprend symboliquement le style futuriste de l'usine.

### L'auditorium Giovanni-Agnelli
L'auditorium Giovanni-Agnelli, creusé à quinze mètres de profondeur, est doté d'un système automatisé qui permet de faire passer sa capacité de cinquante à plus de deux mille places assises.
Même l'acoustique est paramétrable pour faire passer la durée de réverbération de deux secondes pour la musique symphonique à moins 1,5 seconde pour une utilisation de l'auditorium en salle de congrès.
Cet auditorium a été inauguré en 1994 avec un concert de l'Orchestre philharmonique de Berlin, dirigé par Claudio Abbado.

### Le Centre des Congrès
Le Centre des Congrès du Lingotto comprend douze salles permanentes de différentes tailles, que l'on peut unir pour obtenir une capacité totale de 3 500 places. D'autres salles sont situées dans des pavillons voisins du Lingotto Centro Fiere.

### 8 Gallery

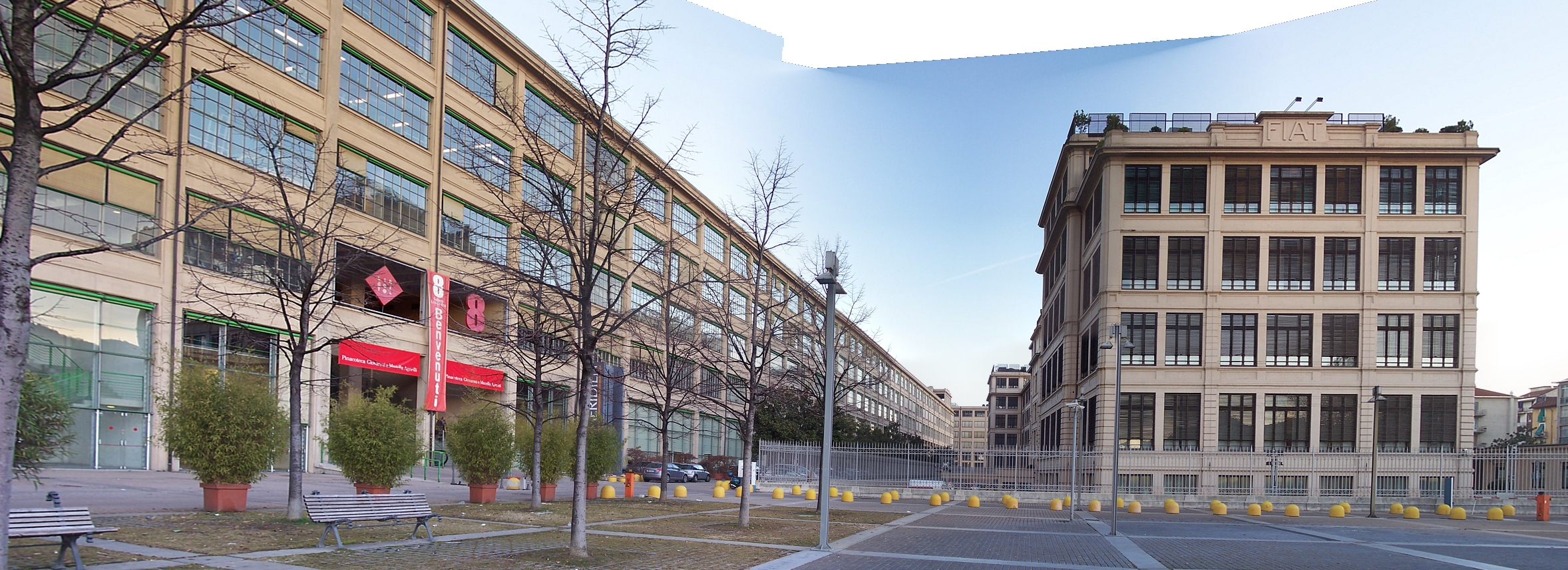
L'entrée du centre commercial et le bâtiment bureaux Fiat.

8 Gallery est un centre commercial qui couvre tout le premier étage de l'ancienne usine.

## Tournage
- Dans une scène du film britannique L'or se barre, réalisé par Peter Collinson et sorti en 1969, trois Innocenti Mini — chargées d'un butin d'or et conduites par des malfaiteurs qui cherchent à quitter Turin où ils viennent de commettre un braquage retentissant — passent dans leur fuite et entre autres lieux emblématiques de la ville par la piste d'essais sur le toit de l'usine, poursuivies par la police.